# Dine Alone Records
Dine Alone Records es un sello discográfico canadiense independiente, fundado por Joel Carriere. El sello se especializa en una amplia gama de rock alternativo. Dine Alone tuvo hasta hace poco una estrecha relación con el presidente de Distort Entertainment Greg Below.

## Historia
Dine Alone Records fue fundado por Joel Carriere a comienzos de 2005 en asociación con Greg Below (Distort Entertainment). El sello comenzó debutando a City and Colour con «Sometimes». Trabajó con Dallas Green logrando éxito inmediato y ganancias. Esto permitió a Dine Alone firmar otras bandas tales como Bedouin Soundclash. Las intenciones de Carriere de comenzar el sello para promover las oportunidades a bandas que él asesoraba. La asociación del sello con Greg Below y Distort Entertainment desde entonces ha disminuido.
Dine Alone Records y Bedlam Music Management (también propiedad y operado por Carriere) emplea a unas quince personas.